# Прирічний (заказник)
Прирі́чний — ландшафтний заказник місцевого значення в Україні. Об'єкт розташований на території Ковельського району Волинської області, між селами Гішин, Білин і Бахів. 
Площа 676 га. Статус присвоєно згідно з рішенням Волинської обласної ради від 17.03.1994 року № 17/19, реорганізовано рішенням Волинської облради від 30.05.2000 № 12/3. Перебуває у віданні філії «Ковельське лісове господарство», Білинське лісництво, кв. 40—42, 67—69. 
Статус присвоєно для збереження двох частин лісового масиву, в якому переважають соснові насадження II–III бонітету віком до 50 років, а також суміжних ділянок листяних порід дерев. Територія заказника розташована вздовж правої надзаплавної тераси річки Турії.

## Галерея

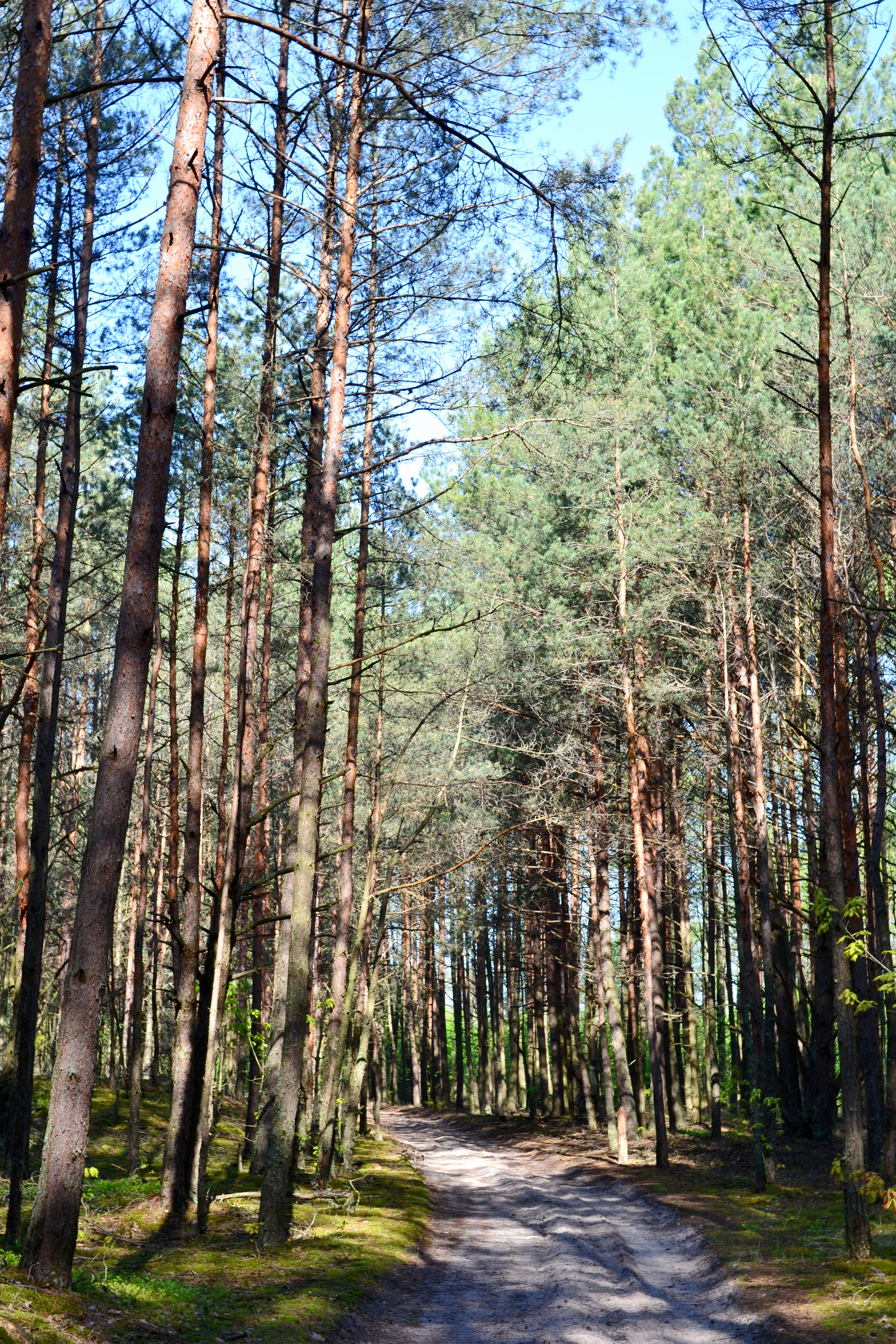
Вигляд з лісової дороги
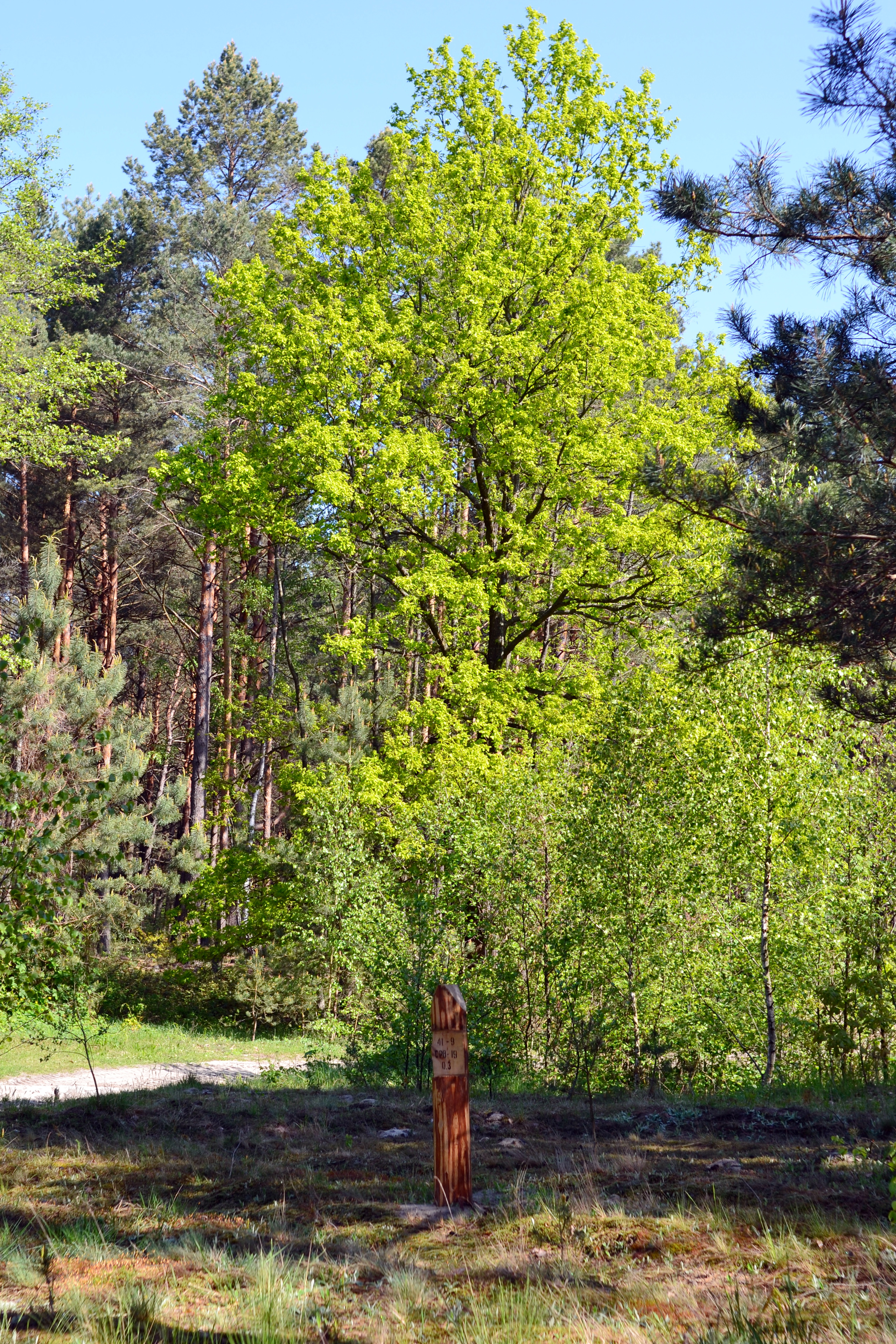
Вигляд з квартальним стовпчиком
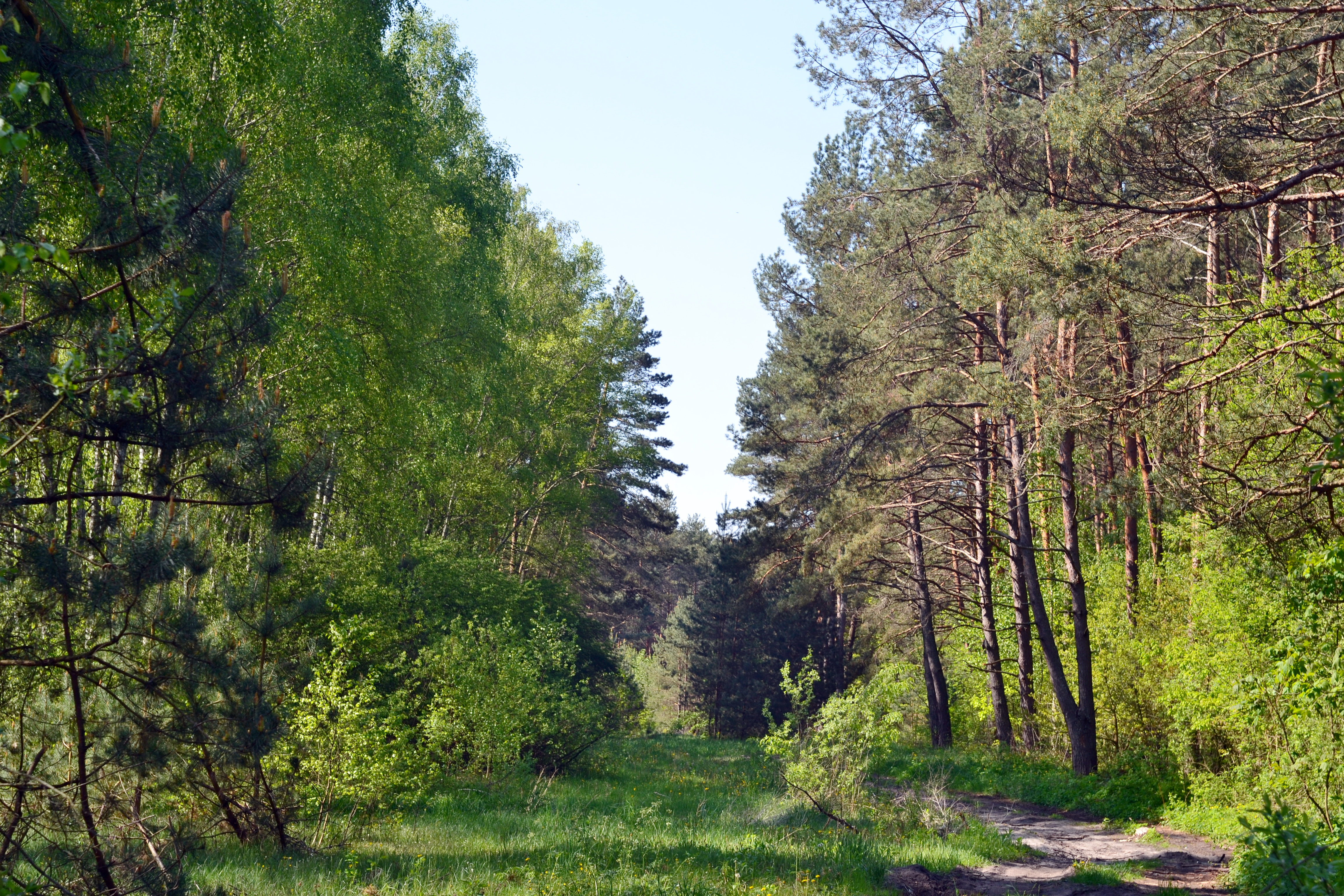
Лісова дорога
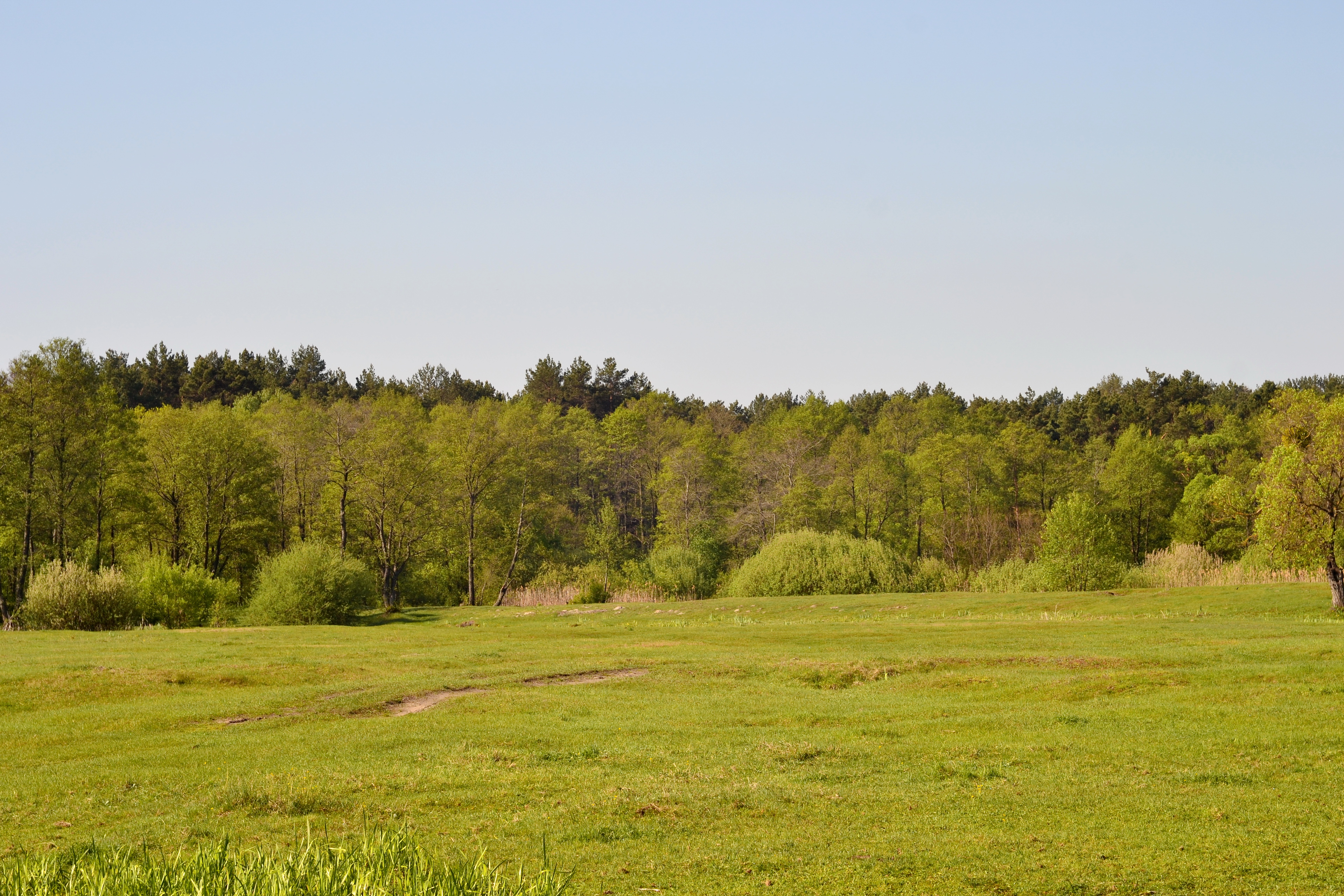
Вигляд із заходу
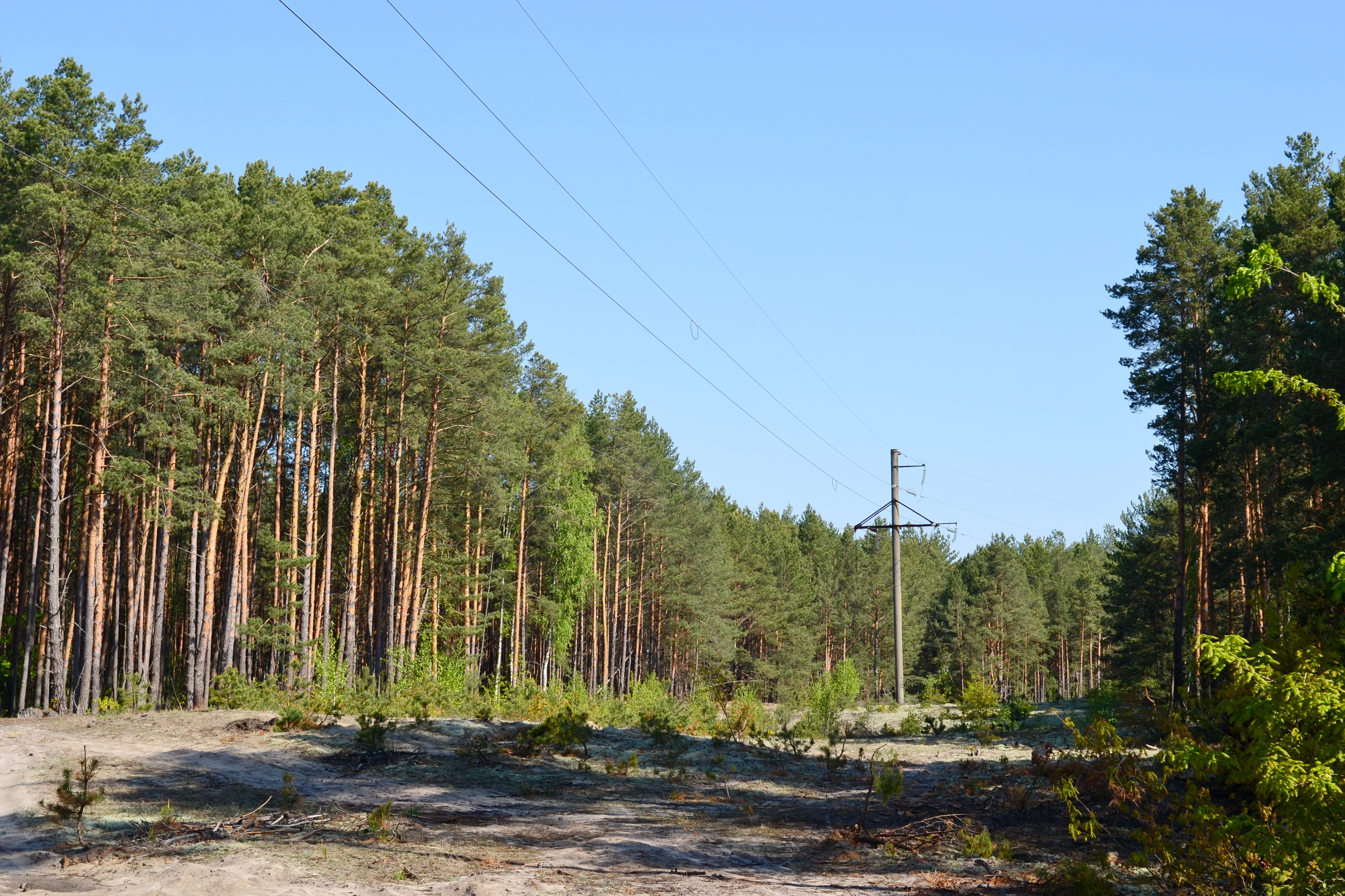
Вигляд поблизу лінії електропередач